# Ptilinop de les Tuamotu
El ptilinop de les Tuamotu (Ptilinopus coralensis) és una espècie d'ocell de la família dels colúmbids (Columbidae) que habita les zones boscoses de les illes Tuamotu, mancant de Makatea.